# Hypaeus estebanensis
Hypaeus estebanensis là một loài nhện trong họ Salticidae.
Loài này thuộc chi Hypaeus. Hypaeus estebanensis được Eugène Simon miêu tả năm 1900.